# 北海道道1173号小樽塩谷インター線
北海道道1173号小樽塩谷インター線（ほっかいどうどう1173ごう おたるしおやインターせん）は、北海道小樽市内を結ぶ一般道道である。

## 概要

### 路線データ
- 起点：北海道小樽市塩谷3丁目（北海道道956号小樽環状線交点）
- 終点：北海道小樽市塩谷4丁目（後志自動車道小樽塩谷IC）
- 総延長：0.890 km
- 実延長：0.873 km
- 重用延長：0.017 km

### 道路管理者
- 後志総合振興局 小樽建設管理部 事業課

## 歴史
- 2006年（平成18年）11月29日 - 小樽西インター線として路線認定[1]。
- 2018年（平成30年）
  - 12月1日 - 路線名を小樽塩谷インター線に変更[2]。
  - 12月8日 - 後志自動車道 余市IC - 小樽JCT間の開通に伴い、供用開始[3]。

## 地理

### 通過する自治体
- 後志総合振興局
  - 小樽市

### 交差する道路
小樽市
- 北海道道956号小樽環状線 - 塩谷3丁目（起点）
- 後志自動車道 小樽塩谷IC - 塩谷4丁目（終点）